# Заруба, Артур Викторович
Артур Викторович Заруба (4 декабря 1960, Житомир) — советский и российский педагог. Абсолютный победитель всероссийского конкурса «Учитель года России − 1992». Кандидат педагогических наук. Композитор. 

## Биография
Заруба Артур родился в городе Житомир 4 декабря 1960 года. В 1977 году окончил Житомирскую среднюю школу № 3. Еще учась в Кировоградском государственном педагогическом институте, он начал работать в Зыбковской школе Онуфриевского района Кировоградской области, где академией педагогических наук СССР проводился эксперимент «Школа 2000-го года» под руководством педагога-новатора М.П. Щетинина.
В 1981 году с отличием окончил Кировоградский государственный педагогический институт и сразу же переехал в Российскую Федерацию, где успешно работал учителем музыки в Выселкской школе Ставропольского района Самарской области. 
С 1985 по 1995 гг. являлся внештатным лектором Самарского института повышения квалификации работников образования (СИПКРО).
В 1988 году получил награду «Отличник народного просвещения». В 1992 году стал первым победителем Всероссийского конкурса "Учитель года России". Затем был награждён Медалью Ушинского (1992). В 1993 году А.В. Зарубе был вручен нагрудный знак "Учитель года".
В 1993 г. был председателем Большого жюри конкурса «Учитель года России». С 1992 по 2005 гг. был членом Всероссийского оргкомитета конкурса "Учитель года России". С 1993 по настоящее время является членом предметного, межпредметного и Большого жюри этого конкурса.
В 1994 году окончил аспирантуру при НИИ художественного воспитания. В 1995 году защитил диссертацию по теме «Развитие музыкально-интонационного мышления младших школьников на уроках музыки в общеобразовательной школе». Разработанная на основании экспериментальной работы методика успешно внедрялась на курсах переподготовки учителей музыки Института повышения квалификации и переподготовки работников образования Московской области (ИПКиПКРО), Тюменского областного государственного института развития работников образования Тюменской области (ТОГИРРО), Московского института открытого образования (МИРОС), Московского института повышения квалификации работников образования (МИПКРО), Центра непрерывного  художественного образования и других организаций в некоторых регионах России. Эта же методика была отмечена победой в конкурсе «Грант Москвы» (2007 г.). 
По  инициативе Зарубы в Тюменской области началось внедрение методики творческого музицирования на свирели в общеобразовательных школах и уже прошло несколько областных конкурсов «Играй, свирель Тюменская». 
Является  автором многочисленных детских песен, мюзиклов, музыки к детским спектаклям, исполняемых в разных регионах России. Автор гимна конкурса «Учитель года России» с 1993 г. на стихи Роберта Рождественского. Его песню "Учительский вальс" на стихи Ирины Львовой исполняют в большинстве субъектов Российской Федерации. Автор трех сборников детских песен: "Перемена" (1993 г.), "Вредные советы и др." (1995 г.), "Всегда пусть музыка живет" (в соавторстве с Дмитрием Рытовым, 2021 г.) и сборника фортепианных пьес "Перебирая клавиши души" (2018) г. 
С 2021 года работает в ФГАУ "Центр просветительских инициатив Министерства просвещения Российской Федерации" главным специалистом отдела методических разработок дирекции методического сопровождения проектов в сфере общего и дополнительного образования. С 2022 г. ведет проект онлайн школа учителей года "Высшая лига".  

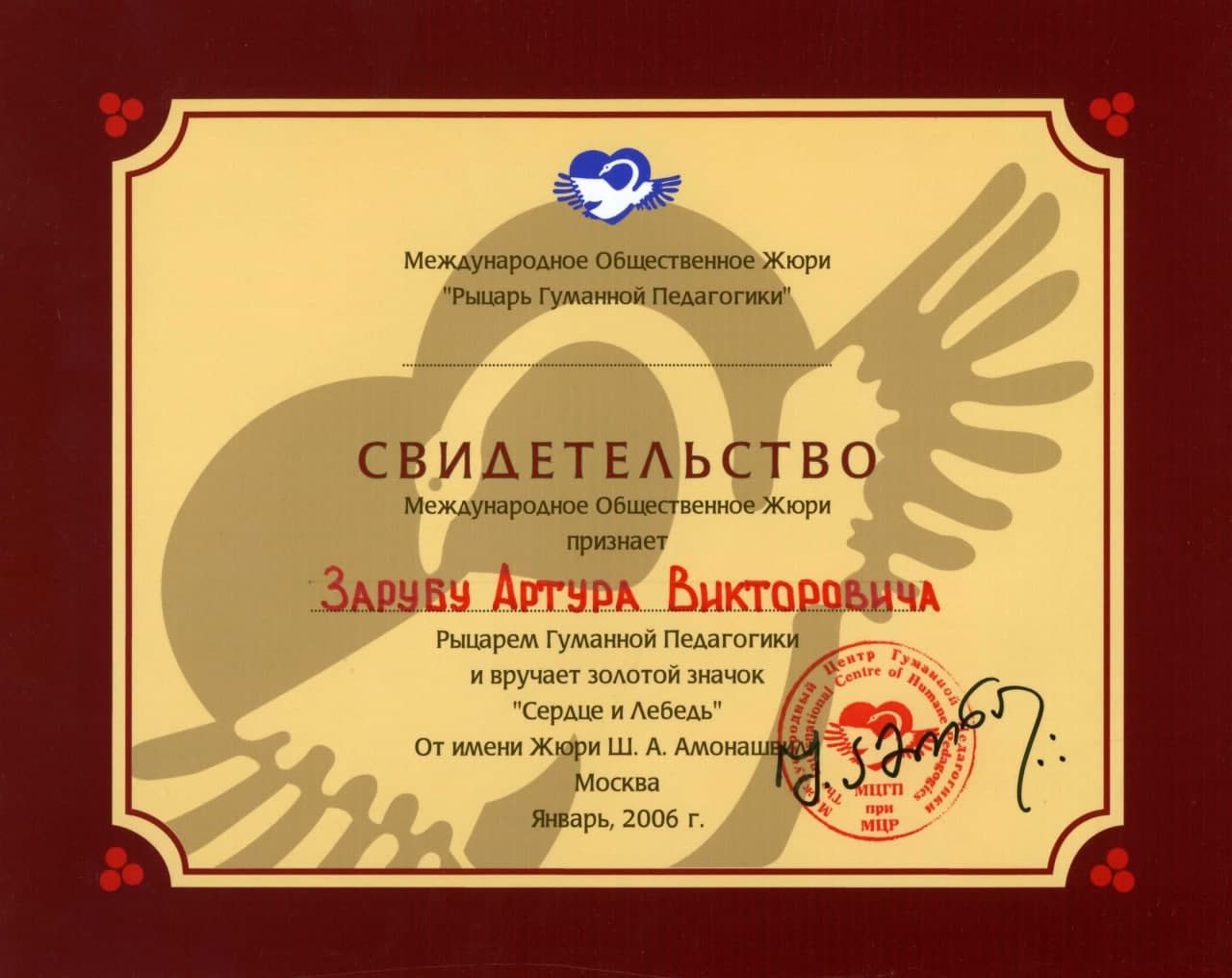

Кавалер знака «Общественное признание» (1997 г.). В 2007 году Зарубе Международным центром гуманной педагогики Шалвы Амонашвили было присуждено почетное звание «Рыцарь гуманной педагогики». Член редколлегии журнала «Искусство в школе». 
Женат. 